# Power Park Łeba
Power Park Łeba je zábavní park, který se nachází ve městě Łeba v okrese Lębork v Pomořském vojvodství v severním Polsku.

## Další informace
Na ploše cca 2 ha se nachází různé motokárové dráhy pro jedno až dvoumístné motokáry, lanové trasy, horolezecká stěna, paintball, dětské motorové čtyřkolky, dětská hřiště, občerstvení, střelnice aj. Místo se nachází cca 420 m od písečné pláže Baltského moře a nedaleko západní hranice přírodní rezervace Mierzeja Sarbska.